# Melissa DiMarco
Melissa DiMarco (ur. 1 stycznia 1969 w Toronto) – kanadyjska aktorka i osobowość telewizyjna.

## Kariera
Melissa DiMarco jest gospodarzem oraz jednym z producentów i scenarzystów programu telewizyjnego Out There with Melissa DiMarco. Największą sławę przyniosła jej rola dyrektor Hatzilakos w popularnym serialu młodzieżowym Degrassi: Nowe pokolenie.

## Filmografia

### Filmy
- 2008: Degrassi Spring Break Movie jako Daphne Hatzilakos
- 2005: Miliony Baileya
- 2004: Life After
- 2004: Stracić wszystko jako Carol Rose
- 2002: Duct Tape Forever
- 2002: Smoochy jako Tara
- 2002: Marker
- 2000: Kłamstwo w mundurze
- 2000: Bez alibi jako Stella
- 1997: Prawda absolutna jako pielęgniarka
- 1997: Gdy moja śliczna śpi jako Heidi

### Seriale i programy telewizyjne
- 2006 – obecnie: Out There with Melissa DiMarco
- 2005: Kojak jako Nancy Pastori (gościnnie)
- 2002–2008, 2009 – obecnie: Degrassi: Nowe pokolenie jako Daphe Hatzilakos
- 2002: Amatorzy przygód jako Elizabeth Dillon (gościnnie)
- 2001: Leap Years (gościnnie)
- 2001: The Associates (gościnnie)
- 2001: Zagadki z przeszłości jako Maxine Schneider (gościnnie)
- 1999: Zagadki z przeszłości jako Kate Yawley (gościnnie)
- 1997–2000: Riverdale jako Irene
- 1997: Czynnik PSI jako Katie Sheffield (gościnnie)
- 1996: Na południe jako Stella (gościnnie)
- 1995: Side Effects jako Belinda (gościnnie)